# Serikbolsyn Äbdildin

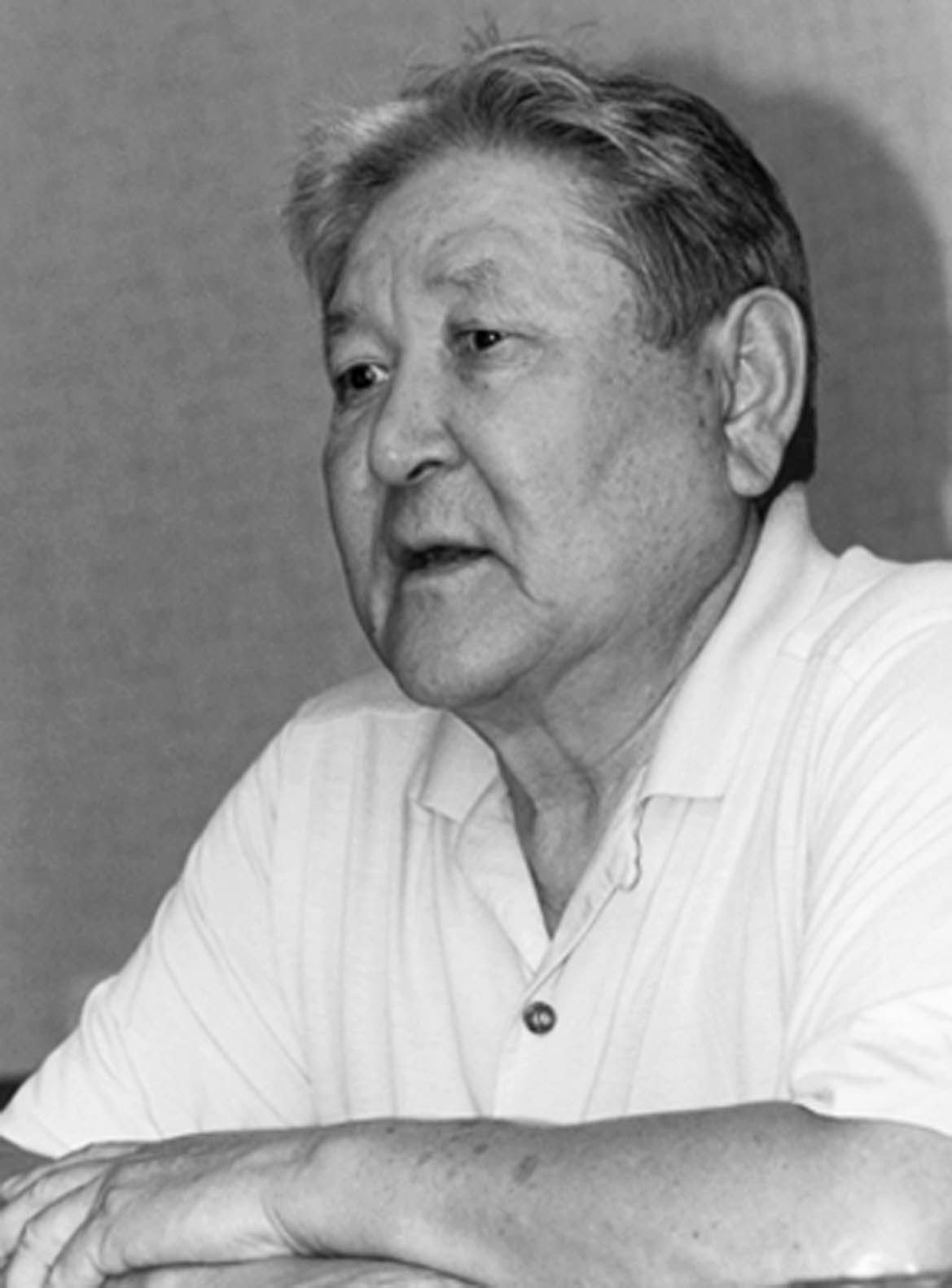
Serikbolsyn Äbdildin

Serikbolsyn Äbdildauly Äbdildin (kasachisch Серікболсын Әбділдаұлы Әбділдин Serıkbolsyn Äbdıldaūly Äbdıldin, russisch Серикболсын Абдильдаевич Абдильдин; * 25. November 1937 in Kysylkesek, Kasachische SSR; † 31. Dezember 2019) war ein kasachischer Politiker.

## Leben
Serikbolsyn Äbdildin wurde 1937 im Dorf Kysylkesek in Ostkasachstan geboren. Er studierte am Veterinärinstitut in Alma-Ata, wo er 1960 seinen Abschluss erlangte.
Nach seinem Abschluss arbeitet er zunächst drei Jahre lang in einem landwirtschaftlichen Betrieb in der Oblast Semipalatinsk. Ab 1963 besuchte er die Graduiertenschule am Veterinärinstitut in Alma-Ata und zwischen 1966 und 1967 war er als wissenschaftlicher Mitarbeiter dort angestellt. Anschließend arbeitete er in verschiedenen Positionen bei der Staatlichen Plankommission der Kasachischen SSR. 1982 wurde er zum ersten stellvertretenden Landwirtschaftsminister der Kasachischen SSR ernannt und im Dezember 1985 wurde er erster stellvertretender Vorsitzender des staatlichen Agrarausschusses der Kasachischen SSR. Diese Position bekleidete er bis Juli 1987, bevor er dann ständiger Vertreter der kasachischen Sowjetrepublik beim Ministerrat der Sowjetunion. Von April 1990 an war er stellvertretender Vorsitzender des Obersten Sowjets der Kasachischen SSR und ab dem 16. Oktober 1991 dann dessen Vorsitzender bis zu seiner Abschaffung am 28. Januar 1993. Seit 1991 war er Generalsekretär der Kommunistischen Partei Kasachstans.
Nach der Unabhängigkeit Kasachstans, dem damit einhergehenden Machtverlust der kommunistischen Partei und der Machtübernahme durch Nursultan Nasarbajew ging Äbdildin in die Opposition. Er war Präsidentschaftskandidat bei der Wahl 1999. Mit einem Stimmenanteil von rund zwölf Prozent konnte er den zweiten Platz belegen. Nach der Parlamentswahl 1999 war er einer von drei Abgeordneten der Kommunistischen Partei in der Mäschilis und Mitglied des Ausschusses für auswärtige Angelegenheiten, Verteidigung und Sicherheit.